# Parapercis clathrata
Parapercis clathrata är en fiskart som beskrevs av Ogilby, 1910. Parapercis clathrata ingår i släktet Parapercis och familjen Pinguipedidae. Inga underarter finns listade i Catalogue of Life.